# Phytoscutus vaughni
Phytoscutus vaughni är en spindeldjursart som först beskrevs av Chant och Baker 1965.  Phytoscutus vaughni ingår i släktet Phytoscutus och familjen Phytoseiidae. Inga underarter finns listade i Catalogue of Life.